# Мюкке, Карл
Карл Эмиль Мюкке (нем. Karl Emil Mücke, также Carl Mücke; 13 марта 1847, Дюссельдорф — 27 апреля 1923, Дюссельдорф) — немецкий живописец — жанрист и анималист, представитель Дюссельдорфской художественной школы.

## Жизнь и творчество
Родился в семье художника Генриха Мюкке, с 1844 года преподававшего анатомию в дюссельдорфской Академии искусств. а с 1848 года — ставшего там профессором. Генрих Мюкке занимается преподаванием в Академии до 1857 года, когда его сын уже поступил туда студентом (учится в академии с 1863 по 1870 год). После окончания Академии Карл Мюкке некоторое время берёт частные уроки рисования у живописца Вильгельма Зона. В 1875 году двоюродный брат Вильгельма, Карл Рудольф Зон, также бравший у него уроки, пишет портрет Карла Мюкке.
Так же, как и его отец, Генрих Мюкке, Карл был членом дюссельдорфского художественного союза «Палитра художника». Начиная с 1870 -х годов и вплоть до 1890 года художник часто посещает Голландию, а в 1877—1888 годы фактически всё время проводит в провинции Северная Голландия. Здесь он находит многочисленные сюжеты для своих полотен. Это жанровые сценки, на которых изображены женщины и дети, зачастую в голландской национальной одежде, занимающиеся домашними делами и играющие, в сопровождении домашних животных — собак, кошек или коз, среди жилых построек или на берегу моря.
Работы Карла Мюкке можно было увидеть на художественных выставках Берлина, Мюнхена и Дюссельдорфа.

## Галерея

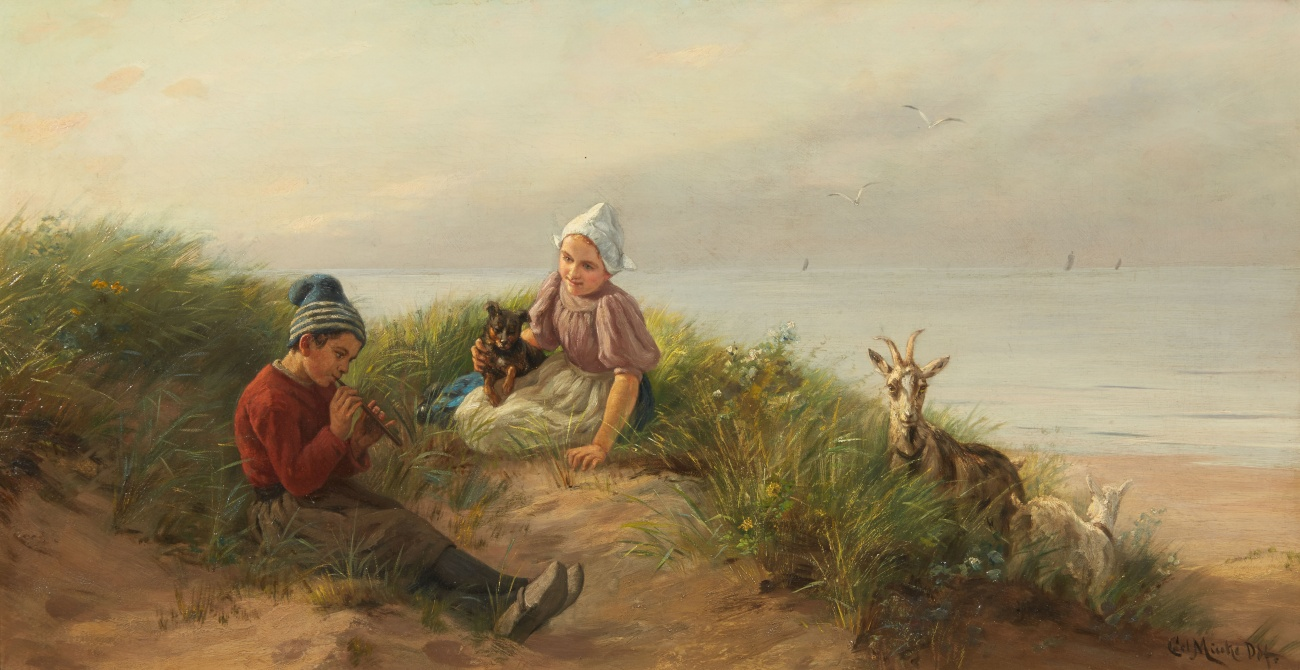
Играющие на берегу дети, с собакой и козами
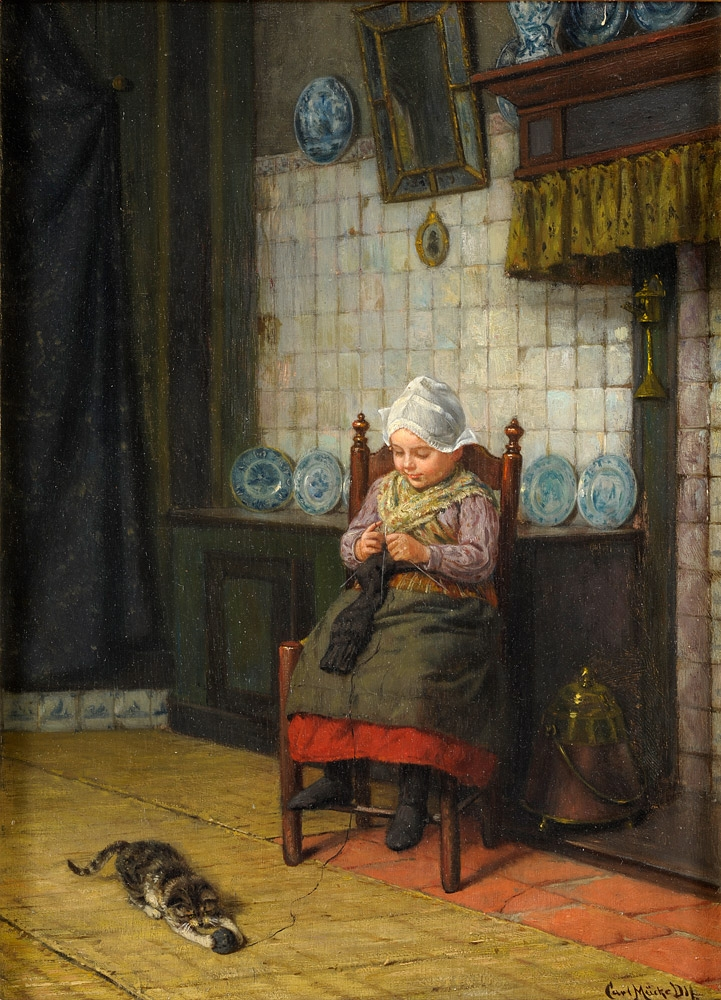
Рано учатся
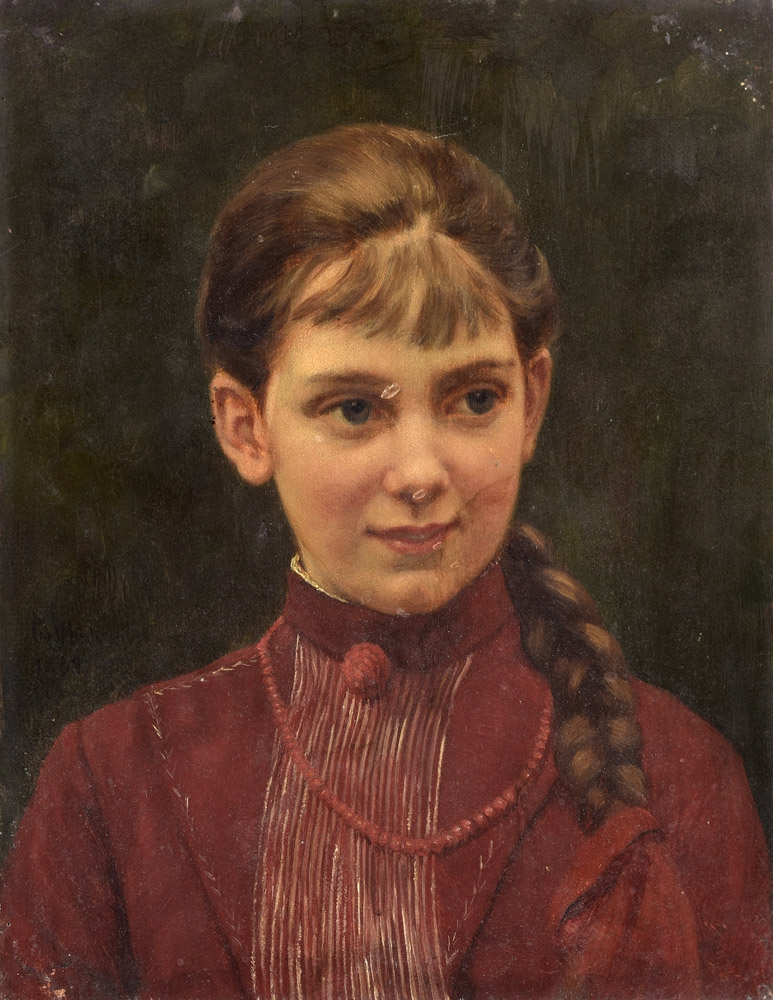
Портрет Эльзы Мюкке
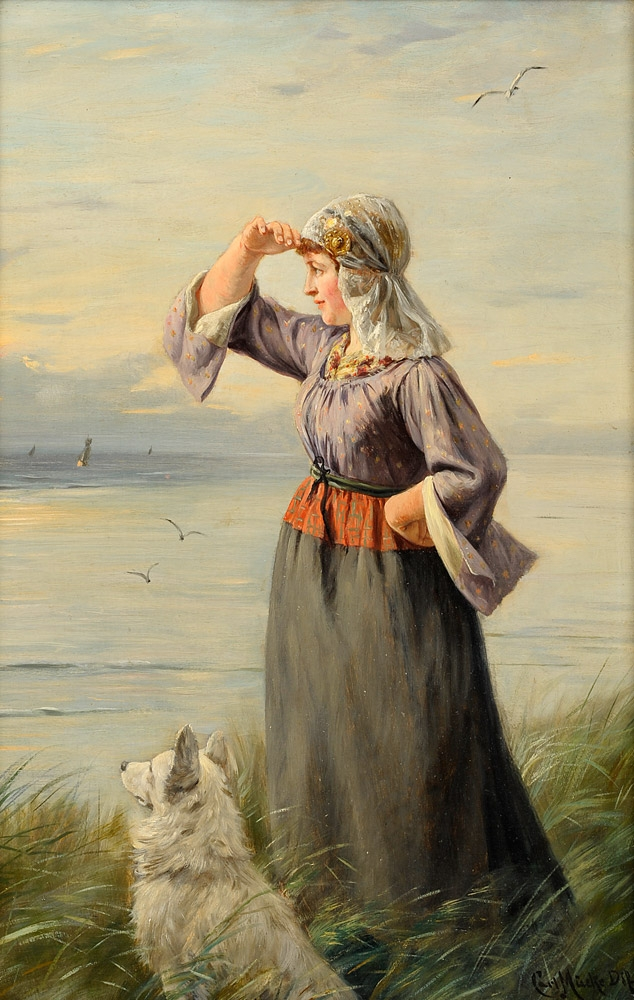
В ожидании любимого
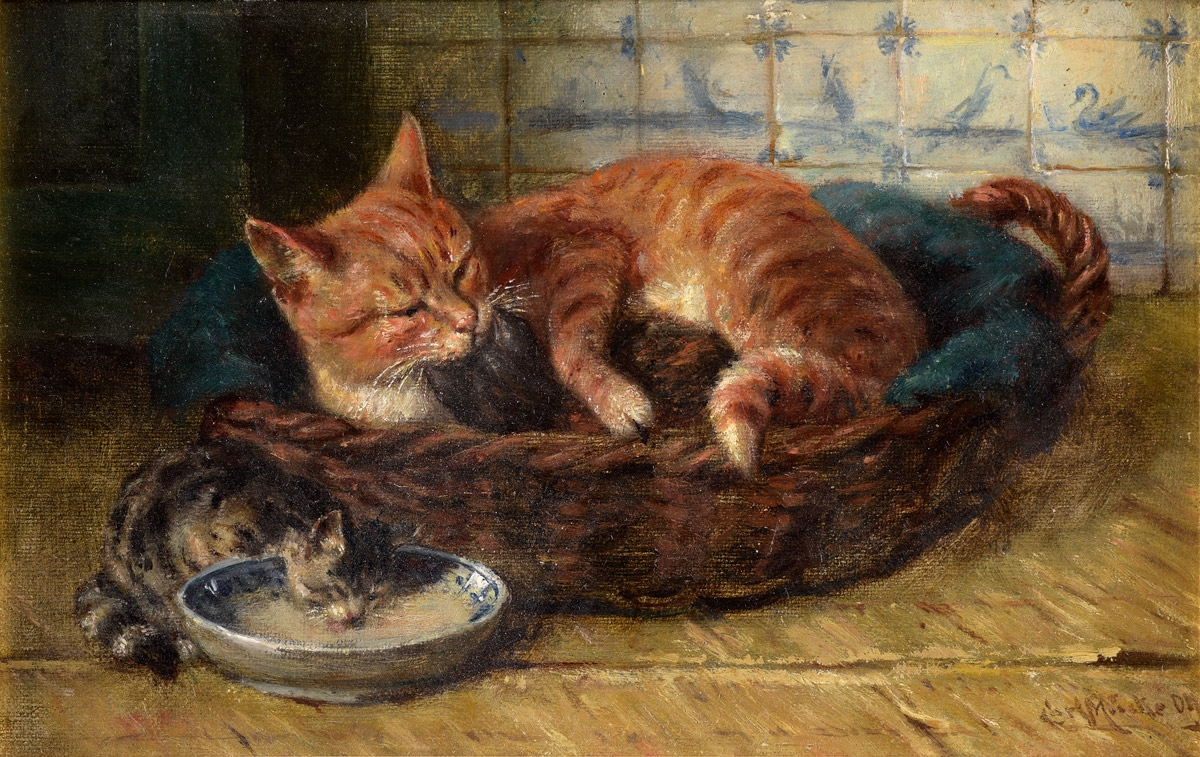
Кошка-мама

## Дополнения
- Carl Mücke, Datenblatt im Portal rkd.nl (Rijksbureau voor Kunsthistorische Documentatie)
- Karl Emil Mücke, на портале artnet.de